# Diaptomus (Onychodiaptomus) birgei
Diaptomus (Onychodiaptomus) birgei is een eenoogkreeftjessoort uit de familie van de Diaptomidae. De wetenschappelijke naam van de soort is voor het eerst geldig gepubliceerd in 1894 door Marsh.